# Kabupaten Asahan
Kabupaten Asahan es una de las Regencias o Municipios (kota) localizada en la provincia de Sumatra Septentrional en Indonesia. El kabupaten Asahan ocupa una superficie de 3.719 km² y ocupa parte del norte de la isla de Sumatra. Se localiza en la costa este de la provincia de Sumatra Septentrional. La población se estima en unos 935.233 habitantes (ano 2000).
El kabupaten se divide a su vez en 25 Kecamatan, 237/27 Kelurahan / Desa.

## Lista de Kecamatan
1. Kecamatan Aek Kuasan
2. Kecamatan Aek Ledong
3. Kecamatan Air Songsongan
4. Kecamatan Air Batu
5. Kecamatan Air Joman
6. Kecamatan Bandar Pasir Mandoge
7. Kecamatan Bandar Pulau
8. Kecamatan Buntu Pane
9. Kecamatan Kisaran Barat
10. Kecamatan Kisaran Timur
11. Kecamatan Meranti
12. Kecamatan Pulau Rakyat
13. Kecamatan Pulo Bandring
14. Kecamatan Rahuning
15. Kecamatan Rawang Panca Arga
16. Kecamatan Sei Dadap
17. Kecamatan Sei Kepayang
18. Kecamatan Sei Kepayang Barat
19. Kecamatan Sei Kepayang Timur
20. Kecamatan Setia Janji
21. Kecamatan Silau Laut
22. Kecamatan Simpang Empat
23. Kecamatan Tanjung Balai
24. Kecamatan Teluk Dalam
25. Kecamatan Tinggi Raja

## Enlaces
- Website de la provincia de Sumatra Septentrional (en indonesio)

- Datos: Q1795
- Multimedia: Asahan Regency / Q1795